# إس سي إي سانتا مونيكا ستوديو

شعار سانتا مونيكا القديم عقد 2000م

إس سي إي سانتا مونيكا ستوديو (بالإنجليزية: SCE Santa Monica Studio)‏ هي شركة أمريكية لتطوير ألعاب الفيديو، تأسست عام 1999. تابعة لشركة سوني إنتراكتيف إنترتينمنت. أشهر ألعابها سلسلة إله الحرب، كما قامت الشركة بتطوير محرك كينيتيكا الذي استخدم في لعبة كينيتيكا.

## الألعاب
| اسم اللعبة               | تاريخ الإصدار    | الجهاز                    |
| ------------------------ | ---------------- | ------------------------- |
| كينيتيكا                 | 14 أكتوبر 2001   | بلاي ستيشن 2              |
| اله الحرب                | 22 مارس 2005     | بلاي ستيشن 2              |
| اله الحرب II             | 13 مارس 2007     | بلاي ستيشن 2              |
| اله الحرب:الخيانة        | 20 يونيو 2007    | الهاتف النقال             |
| وور هوك                  | 28 أغسطس 2007    | بلاي ستيشن 3              |
| اله الحرب: سلاسل الأولمب | 4 مارس 2008      | بلاي ستيشن بورتبل         |
| اله الحرب كولكشن         | 17 نوفمبر 2009   | بلاي ستيشن 3              |
| اله الحرب III            | 16 مارس 2010     | بلاي ستيشن 3              |
| اله الحرب: شبح أسبارطا   | 2 نوفمبر 2010    | بلاي ستيشن بورتبل         |
| اله الحرب اورجنز كولكشن  | 13 سبتمبر 2011   | بلاي ستيشن 3              |
| ستار هوك                 | 8 - 11 مايو 2012 | بلاي ستيشن 3              |
| إله الحرب: الارتقاء      | 12 مارس 2013     | بلاي ستيشن 3              |
| إله الحرب IV             | 20 أبريل 2018    | بلاي ستيشن 4              |
| إله الحرب راغناروك       | 9 نوفمبر 2022    | بلاي ستيشن 4، بلايستيشن 5 |

## وصلات خارجية
- God of War.com
- الموقع الرسمي